# 기린도서관
기린도서관은 강원특별자치도 인제군에 있는 공립 도서관이다.

## 연혁
- 2012년 2월 14일 개관.